# Anny Duperey
Anny Duperey (Ruão, 28 de junho de 1947) é uma atriz e escritora francesa.